# Akiak (Alaska)
Akiak es un ciudad situada en el área censal de Bethel en el estado estadounidense de Alaska. Según el censo de 2010 tenía una población de 346 habitantes.

## Demografía
Según el censo de 2010, Akiak tenía una población en la que el 5,2% eran blancos, 0,0% afroamericanos, 92,8% amerindios, 0,0% asiáticos, 0,0% isleños del Pacífico, el 0,0% de otras razas, y el 2,0% pertenecían a dos o más razas. Del total de la población el 0,3% eran hispanos o latinos de cualquier raza.

## Localidades adyacentes
El siguiente diagrama muestra a las localidades más próximas a Akiachak.